# 莞岛国际海藻类博览会
莞岛国际海藻类博览会（Wando Seaweeds Expo）于2014年首次举办，每三年一届。博览会在大韩民国全罗南道莞島郡举行，是全世界第一个以海藻类为主题的博览会，包括海参展海藻类产品苔、海带、昆布及羊栖菜等。

## 吉祥物
吉祥物海草（Haecho）和美草（Micho）是生长在莞岛海边麦板石上的海藻的卡通人物形象。形象没有过多的修饰，是将海藻类本来的样子进行了拟人化设计而来的两个可爱吉祥物，它们代表了莞岛郡居民自然纯朴的精神和生活方式。

## 会标
会标以简洁的设计象征着各类海藻在绿色海洋中生长。红色代表了红藻类和产业发展；绿色代表了绿藻类和绿色自然；褐色代表了褐藻类和未来养殖资源。海藻飘动的姿态象征了人类团结以及博览会力求闻名于全世界的开办初衷。

## 2017年度博览会特色
于5月7日顺利闭幕的2017莞岛国际海藻类博览会共吸引了超过937,000名的国内外游客前往参观。众多展馆中，神秘海洋馆、健康人类馆及未来自然馆均是使用驳船搭建而成的海上展览馆。神秘海洋馆还设置了360度水幕，多角度全面地展现海藻类的各种模样。同时，地球环境馆还设置了虚拟现实（VR）系统，给参观者展现更加直观、生动的海藻林。 